# Dekanat Radziechowy
Dekanat Radziechowy – jeden z 23 dekanatów katolickich wchodzących w skład diecezji bielsko-żywieckiej, w którego skład wchodzi 11 parafii.

## Przełożeni
- Dziekan: ks. Piotr Pokojnikow
- Wicedziekan: ks. Andrzej Zawada
- Ojciec duchowny:  o. Aleksander Koza OP[1]
- Duszpasterz Służby Liturgicznej: ks. Ireneusz Kurkowski
- Dekanalny Wizytator Katechizacji: ks. Jan Kudłacik
- Dekanalny Duszpasterz Rodzin: ks. Stanisław Bogacz
- Dekanalny Duszpasterz Młodzieży: ks. Marcin Samek

## Parafie
- Cięcina: Parafia Świętej Katarzyny
- Cisiec: Parafia Świętego Maksymiliana Kolbego
- Juszczyna: Parafia Nawiedzenia NMP
- Leśna: Parafia Świętego Michała Archanioła
- Lipowa: Parafia Świętego Bartłomieja
- Ostre: Parafia Matki Bożej Różańcowej
- Przybędza: Parafia Matki Bożej Częstochowskiej
- Radziechowy: Parafia Świętego Marcina
- Słotwina: Parafia Najświętszego Serca Pana Jezusa
- Wieprz: Parafia Niepokalanego Serca NMP
- Żabnica: Parafia Matki Bożej Częstochowskiej